# Lype diversa
Lype diversa är en nattsländeart som har sitt utbredningsområde i Nordamerika och först beskrevs av Nathan Banks 1914.  Lype diversa ingår i släktet Lype, och familjen tunnelnattsländor. Inga underarter finns listade.